# Латвийско-эстонская баскетбольная лига
Латвийско-эстонская баскетбольная лига (англ. Latvian–Estonian Basketball League) — мужской баскетбольный турнир, в котором участвуют команды, ранее игравшие в латвийском и эстонском национальных первенствах. Организуется совместно федерациями баскетбола Латвии и Эстонии, начиная с 2018 года.
Чемпионат разыгрывается по круговой системе в 2 круга, после чего победитель определяется в Финале четырёх.

## Команды

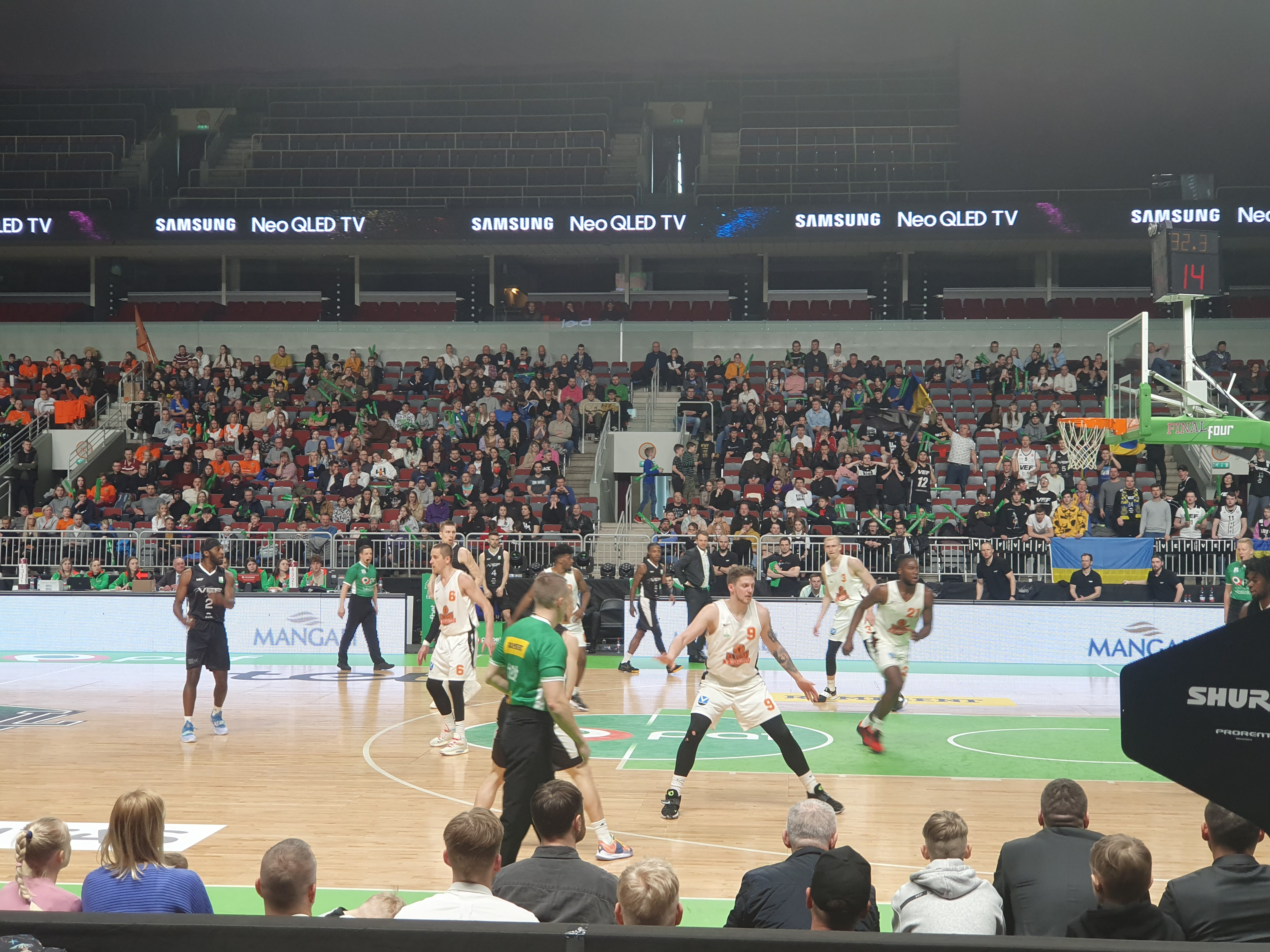

| Команда                | Город     |
| ---------------------- | --------- |
| Рапла                  | Рапла     |
| Юрмала                 | Юрмала    |
| Екабпилс               | Екабпилс  |
| Калев                  | Таллин    |
| Латвийский университет | Рига      |
| Лиепая                 | Лиепая    |
| Огре                   | Огре      |
| Пярну                  | Пярну     |
| Калев Таллин           | Таллин    |
| ТалТех                 | Таллин    |
| Тарту Юликоол/Рок      | Тарту     |
| Валга-Валка            | Валга     |
| Валмиера               | Валмиера  |
| ВЭФ                    | Рига      |
| Вентспилс              | Вентспилс |

## Победители и призёры
| Сезон               | Место проведения финала                                                           | Финал                                                                             | Финал                                                                             | Финал                                                                             | Матч за 3-е место                                                                 | Матч за 3-е место                                                                 | Матч за 3-е место                                                                 |
| Сезон               | Место проведения финала                                                           | Золото                                                                            | Счёт                                                                              | Серебро                                                                           | Бронза                                                                            | Счёт                                                                              | 4-е место                                                                         |
| ------------------- | --------------------------------------------------------------------------------- | --------------------------------------------------------------------------------- | --------------------------------------------------------------------------------- | --------------------------------------------------------------------------------- | --------------------------------------------------------------------------------- | --------------------------------------------------------------------------------- | --------------------------------------------------------------------------------- |
| 2018/2019 Подробнее | Таллин                                                                            | Вентспилс                                                                         | 102:80                                                                            | ВЭФ                                                                               | Калев                                                                             | 87:85                                                                             | Огре                                                                              |
| 2019/2020 Подробнее | Сезон досрочно завершён в связи с пандемией коронавируса без определения призёров | Сезон досрочно завершён в связи с пандемией коронавируса без определения призёров | Сезон досрочно завершён в связи с пандемией коронавируса без определения призёров | Сезон досрочно завершён в связи с пандемией коронавируса без определения призёров | Сезон досрочно завершён в связи с пандемией коронавируса без определения призёров | Сезон досрочно завершён в связи с пандемией коронавируса без определения призёров | Сезон досрочно завершён в связи с пандемией коронавируса без определения призёров |
| 2020/2021 Подробнее | Рига                                                                              | Калев                                                                             | 86:75                                                                             | ВЭФ                                                                               | Огре                                                                              | 75:73                                                                             | Рапла                                                                             |
| 2021/2022 Подробнее | Рига                                                                              | ВЭФ                                                                               | 95:64                                                                             | Виймси                                                                            | Паулус                                                                            | 84:77                                                                             | Огре                                                                              |
| 2022/2023 Подробнее | Таллин                                                                            | Прометей                                                                          | 77:62                                                                             | ВЭФ                                                                               | Тарту Юликоол                                                                     | 63:60                                                                             | Калев                                                                             |
| 2023/2024 Подробнее | Таллин                                                                            | Прометей                                                                          | 91:83                                                                             | Калев                                                                             | ВЭФ                                                                               | 84:76                                                                             | Вентспилс                                                                         |
| 2024/2025 Подробнее | Рига                                                                              | ВЭФ                                                                               | 88:82                                                                             | Ригас Зелли                                                                       | Калев                                                                             | 92:69                                                                             | Огре                                                                              |

## Самый ценный игрок регулярного сезона
| Сезон     | Игрок            | Команда | Ссылка |
| --------- | ---------------- | ------- | ------ |
| 2021/2022 | Кристапс Даргайс | Огре    |        |

## Самый ценный игрок финала
| Сезон     | Игрок           | Команда   | Ссылка |
| --------- | --------------- | --------- | ------ |
| 2018/2019 | Рихардс Ломажс  | Вентспилс | [ 1 ]  |
| 2020/2021 | Морис Кемп      | Калев     | [ 2 ]  |
| 2021/2022 | Джален Райли    | ВЭФ       | [ 3 ]  |
| 2022/2023 | Джиан Клавелл   | Прометей  |        |
| 2023/2024 | Джиан Клавелл   | Прометей  | [ 4 ]  |
| 2024/2025 | Вячеслав Бобров | ВЭФ       | [ 5 ]  |